# 阮文超

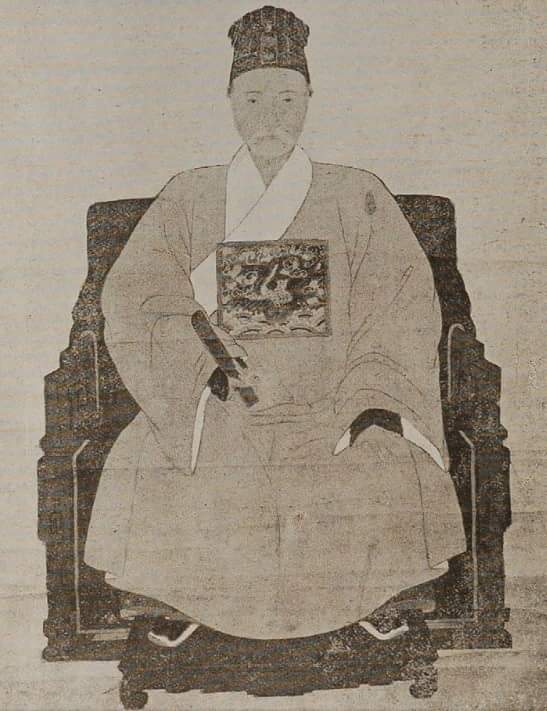
阮文超

阮文超（越南语：／；1799年—1872年），字遜班（越南语：／），号方亭（越南语：／），又號壽昌居士，越南阮朝時期诗人、大臣。

## 生平
阮文超祖籍青池县金縷鄉，後附籍於懷德府壽昌縣，是十二使君阮超的后裔。他弱冠讀書，喜愛古文辭，不專科舉之學。明命六年（1825年），參加昇隆場鄉試，考中舉人第二名。通過鄉試後，阮文超屢次推脫，不赴京趕考。明命十九年方登進士科副榜，授翰林院檢討。紹治初年署禮部員外郎，坐免開復，後遷任內閣承旨。嗣德元年（1848年），任侍講學士，第二年奉命出使清朝。歸國後任職於集賢院，歷任河靜、興安按察使。後因事貶官，遂稱病辭歸故里。不久又任命為翰林院侍讀，援例乞休。嗣德二十五年（1872年），阮文超去世，年七十四歲。
他和從善王阮福绵审、绥理王阮福绵寊、高伯适在阮朝文人中最负盛名。为此，嗣德帝曾称赞他们：「文如超、适无前汉，诗到從、绥失盛唐。」著有《方亭随笔录》六卷，詩集四卷，文集五卷，《大越地輿全編》五卷。
其墓位於今河內市黃梅郡大金坊金江路256號，附近還有祠堂。

## 家庭
有一子，名叫阮文穎，補儒關府分府。